# Raising Sand
Raising Sand es un álbum colaborativo del cantante británico de rock Robert Plant y la cantante estadounidense de bluegrass-country Alison Krauss, publicado en 2007 por Rounder Records. Con el apoyo del productor T-Bone Burnett, entre los tres escogieron las canciones que fueron versionadas en el álbum, las cuales pertenecían a distintos artistas de country, blues rock, rhythm and blues, folk y americana entre los años 1950 a 1970. 
Luego de su lanzamiento consiguió buenas posiciones en las listas musicales de los principales mercados mundiales, entre ellas el puesto 2 en la británica UK Albums Chart como en la estadounidense Billboard 200. Por consiguiente, tuvo un importante éxito comercial con certificaciones de oro y de platino en algunos países; en 2010 la Federación Internacional de la Industria Fonográfica le confirió un Platinum Europe Award en representación a un millón de copias vendidas en Europa. Con reseñas mayormente positivas por parte de la prensa especializada, entre 2008 y 2009 tanto el disco como el dúo ganaron algunos galardones, destacando los seis premios Grammy a los que fueron nominados: mejor colaboración vocal de pop por «Gone, Gone, Gone (Done Moved On)» en 2008 y álbum del año; mejor álbum de folk contemporáneo; mejor grabación del año (por «Please Read the Letter»); mejor colaboración vocal de pop (por «Rich Woman») y mejor colaboración vocal country (por «Killing the Blues») en 2009.
Tras el éxito conseguido en la 51.ª entrega de los Grammy, el dúo junto con Burnett comenzaron la grabación de una segunda producción. No obstante, en 2010 Plant mencionó que dichas sesiones «nunca encontraron su ritmo» y siguió con su carrera solista con la banda Band of Joy. Luego de una nueva propuesta rechazada en 2014, en 2021 el dúo publicó un nuevo disco titulado Raise the Roof.

## Antecedentes
En 2001, el cantante de rock Robert Plant separó a Priory of Brion para fundar una nueva banda llamada Robert Plant and his Strange Sensations, que al poco tiempo se renombró Strange Sensation. Con esta agrupación editó dos álbumes de estudio Dreamland (2002) y Mighty ReArranger (2005). Por su parte, Alison Krauss, vocalista y música de bluegrass-country, tenía una carrera establecida con su banda Union Station. Su última producción hasta entonces era Lonely Runs Both Ways de 2004. A principios de ese año, se reunieron en un concierto tributo a Leadbelly, presentado por el Salón de la Fama del Rock and Roll y la Universidad Case de la Reserva Occidental. Siendo ambos admiradores de la música americana, al poco tiempo comenzaron los preparativos para realizar un álbum colaborativo.

## Grabación y composición

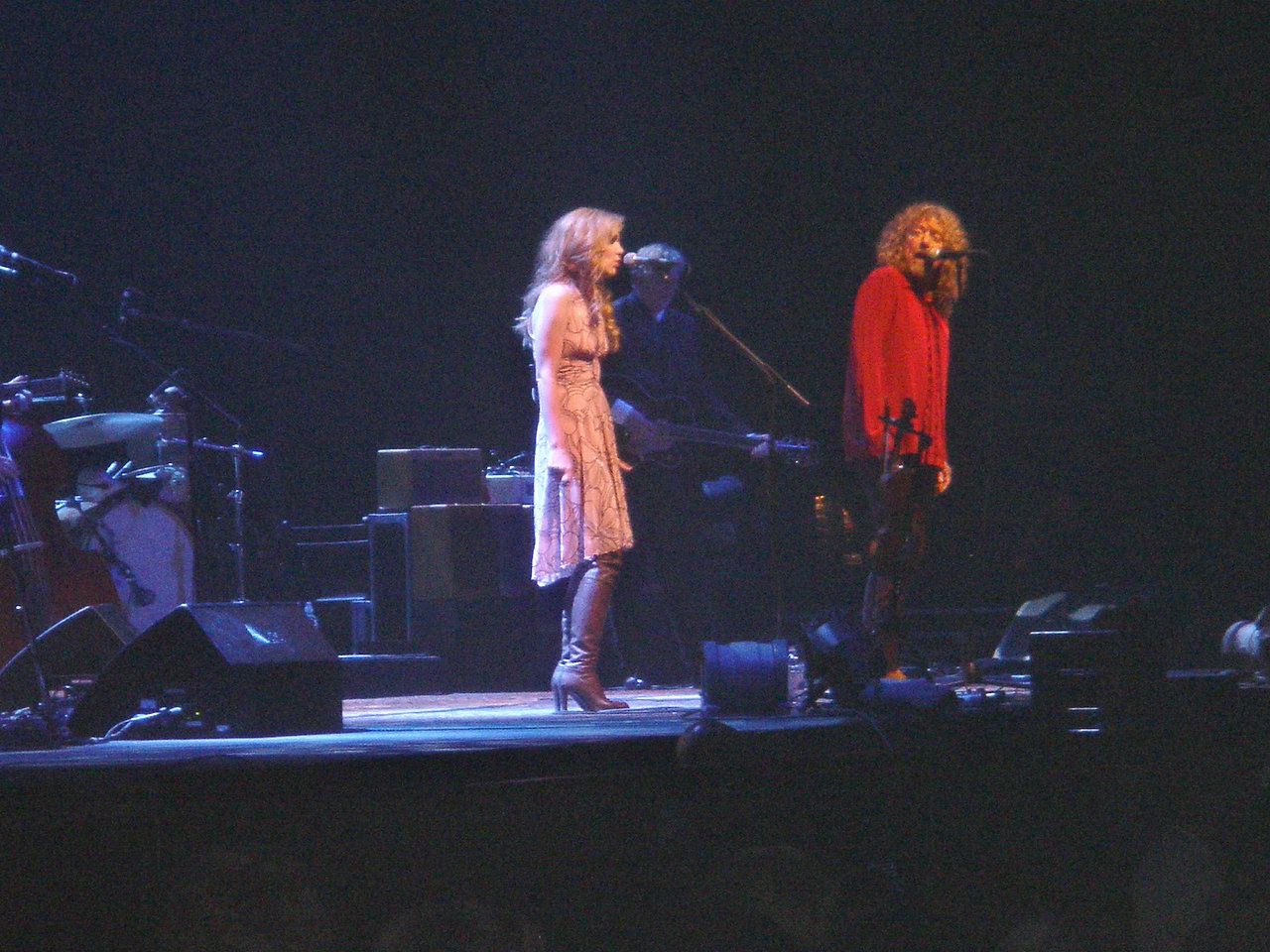
Alison Krauss y Robert Plant en vivo en 2008. Por su parte, T-Bone Burnett figura al fondo tocando el teclado.

Para cubrir la labor de productor discográfico, Krauss sugirió a T-Bone Burnett, con quien había trabajado en la banda sonora de la película Cold Mountain (2003). Burnett aseguró que cuando lo contactaron cada uno de ellos estaba en lo suyo: Plant se encontraba de gira por Europa, Krauss en Nashville y él en Columbia Británica. A través de conferencias telefónicas, entre los tres escogieron las canciones que serían versionadas en el álbum, las cuales pertenecían a distintos artistas de blues rock, rhythm and blues, country, folk y americana entre los años 1950 a 1970. No obstante, el único tema que no correspondía a esa época era «Please Read the Letter», que figuró en el disco Walking into Clarksdale del dúo Page & Plant de 1998. Debido a sus respectivos compromisos, su grabación se realizó en 2007 en cuatro estudios estadounidenses: Sound Emporium de Nashville, así como Electro Magnetic, The Village Recorder y Sage & Sound de Los Ángeles. Además de fungir como productor, Burnett tocó la guitarra eléctrica y acústica como también el bajo eléctrico de seis cuerdas. Por su parte, Plant y Krauss aportaron con sus voces, aunque esta última también interpretó el violín tradicional. La producción contó otros ocho músicos, quienes tocaron instrumentos como el banjo, autoarpa, contrabajo, armonio y el dobro, entre otros. El productor contó el proceso no fue tan fácil para Plant, puesto que debía cantar temas que nunca había interpretado antes con un grupo de músicos desconocidos para él. En ese sentido, el cantante relató: «Empezamos con la canción "Polly [Come Home]", que tuve que cantar delante de toda esa gente que no conocía. Fue una decisión difícil y sentí cierta inquietud, pero no habría aceptado el proyecto si no hubiera existido algún riesgo».
Raising Sand se compone de trece versiones de los artistas estadounidenses Li'l Millet («Rich Woman»), Roly Salley («Killing the Blues»), Sam Phillips («Sister Rosetta Goes Before Us»), Gene Clark («Polly Come Home» y «Through the Morning, Through the Night»), The Everly Brothers («Gone Gone Gone (Done Moved On)»), Page & Plant («Please Read the Letter»), Tom Waits («Trampled Rose»), Allen Toussaint («Fortune Teller»), Mel Tillis («Stick With Me Baby»), Townes Van Zandt («Nothin'»), Milton Campbell («Let Your Loss Be Your Lesson») y Doc Watson («Your Long Journey»). Una vez grabadas, la mezcla de las pistas se realizó en los estudios Electric Magnetic, mientras que la masterización en el Lurssen Mastering de Los Ángeles.

## Lanzamiento y promoción
Raising Sand salió a la venta el 23 de octubre de 2007 a través de Rounder Records. Para promocionarlo, en el mismo se publicó su primer sencillo «Gone Gone Gone (Done, Moved On)», que logró el puesto 109 en el UK Singles Chart del Reino Unido. En 2008 se editaron otros dos sencillos: «Rich Woman» y «Please Red the Letter», las que alcanzaron las casillas 18 y 20 respectivamente en la lista Bubbling Under Hot 100 de los Estados Unidos. Por su parte, la última de ellas también obtuvo la posición 102 en el conteo británico. Asimismo, «Gone Gone Gone (Done, Moved On)» y «Please Red the Letter» fueron promocionados con videoclips. El 19 de abril de 2008 en Louisville (Kentucky) comenzó la respectiva gira de conciertos, la que inicialmente contaba con presentaciones por los Estados Unidos, Reino Unido, Alemania, Bélgica, Francia, Países Bajos, Noruega y Suecia. Debido al éxito del recorrido, en julio se anunciaron nueve fechas extras por los Estados Unidos para finales de septiembre y principios de octubre. La última presentación ocurrió en Saratoga (California) el 5 de octubre de 2008.

## Recepción

### Rendimiento comercial
Luego de su lanzamiento, el álbum logró muy buenas posiciones en las listas musicales de los principales mercados mundiales. En los Estados Unidos debutó en el puesto 2 del Billboard 200, siendo la mejor posición conseguida para uno de los trabajos de ambos músicos en dicha lista; inclusive marcó el primer top 10 de Krauss. Durante su primera semana el disco vendió 112 000 copias en ese país según Nielsen Soundscan. En noviembre de 2007 la Recording Industry Association of America (RIAA) lo certificó con disco de oro y para el 4 de marzo de 2008 le confirió un disco de platino, por superar el millón de copias vendidas. A la semana siguiente del triunfo del dúo en la edición de 2009 de los premios Grammy, la venta de Raising Sand creció un 715 % (77 000 copias) y pasó del puesto 69 al 2 en la lista Billboard 200. Hasta esa fecha, 18 de febrero de 2009, el disco había superado las 1,26 millones de unidades comercializadas en los Estados Unidos. En Canadá, el 10 de noviembre de 2007 alcanzó el puesto 5 en el Canadian Albums y el 25 de abril de 2008 la Canadian Recording Industry Association (CRIA) le entregó un disco de platino.
Por su parte, en el Reino Unido también alcanzó el puesto 2 en el UK Albums Chart y en 2013 la Industria Fonográfica Británica (BPI) lo certificó con doble disco de platino, luego de vender más de 600 000 copias en ese país. En los demás países de Europa pudo ingresar entre los cincuenta más vendidos en las respectivas listas musicales. No obstante, en España solo logró la casilla 74 en el Top 100 Álbumes de Promusicae. Las mejores posiciones las obtuvo en el Sverigetopplistan de Suecia y en el VG-lista de Noruega, en donde alcanzó el segundo y primer lugar respectivamente. En 2010 la Federación Internacional de la Industria Fonográfica (IFPI) certificó a Raising Sand con un Platinum Europe Award, por exceder el millón de unidades vendidas en Europa. Por su parte, debutó en el puesto 45 en la lista semanal de Australia, mientras que en Nueva Zelanda llegó hasta la tercera posición y en abril de 2008 la aquel entonces Recording Industry Association of New Zealand (RIANZ) le entregó un disco de platino.

### Comentarios de la crítica
Raising Sand recibió mayoritariamente reseñas positivas por parte de la prensa especializada, con un promedio de 87 sobre 100 en la página Metacritic, con base en veinte críticas profesionales. Thom Jurek de AllMusic le dio cuatro de cinco estrellas y afirmó que ambos músicos son «uno de los dúos que suenan con más facilidad en la música popular moderna» y sus voces «se fusionan a la perfección». Erik Davis de la revista Blender señaló que la colaboración con Alison Krauss era uno de los movimientos más inverosímiles de Robert Plant, pero «aún más sorprendente es lo dinámico que suena el dúo, ya que sus voces se mezclan y se atraen mutuamente en un territorio fresco». Tim Perlich de la revista canadiense Now mencionó que no es un típico álbum de duetos de country convencional «en donde el hombre canta un verso, la mujer canta una respuesta y se encuentran en armonía en el coro», sino que ambos se apoyan mutuamente pero con muy poca armonización real. Por su parte, Chris Jones de la BBC destacó la producción de Burnett, la selección de las canciones, el complemento de las voces y lo consideró como «magnífico, en todos los sentidos» y «tiene que ser uno de los lanzamientos del año». Con una calificación de tres y media estrellas sobre cinco, Robert Christgau de Rolling Stone dijo que «Por muy hábil e inspirado que sea, las armonías relajadas y ahumadas y el rockabilly reverberado a medio tiempo no siempre logran la revelación (...) que se está buscando». Neil Spencer de The Observer afirmó que «es un álbum de americana profunda y oscura, un mosaico de country y RnB» y que «junto con un elenco deslumbrante de músicos, el trío ha creado un disco que restaura la tradición con estilo».
Por su parte, varias revistas, periódicos y sitios webs de distintos países posicionaron a Raising Sand como uno de los mejores álbumes del año. Figuró dentro de los cincuenta mejores en publicaciones como Rolling Stone, Billboard, The Village Voice, Uncut, The Guardian, Classic Rock y MSN. Inclusive, consiguió el primer lugar en la noruega Aftenposten y en la neerlandesa Heaven. De igual manera, entró en las listas de los mejores álbumes de los años 2000 elaboradas por medios como Rolling Stone, Uncut, The Times, The Sunday Times y Q.

### Premios y nominaciones
Por su parte, gracias al éxito del disco ganaron los seis premios Grammy a los que fue nominado: mejor colaboración vocal de pop por «Gone, Gone, Gone (Done Moved On)» en 2008 y álbum del año; mejor álbum de folk contemporáneo; mejor grabación del año (por «Please Read the Letter»); mejor colaboración vocal de pop (por «Rich Woman») y mejor colaboración vocal country (por «Killing the Blues») en 2009. Asimismo, en la edición de 2008 de los Americana Music Honors & Awards recibió tres nominaciones: «Gone, Gone, Gone» a canción del año, Raising Sand a álbum del año y Plant y Krauss a duó o grupo del año, de las cuales ganaron las dos últimas. En 2008, «Gone, Gone, Gone» ganó en la categoría evento musical del año en los Country Music Association Awards, mientras que el dúo obtuvo el premio wide open country video of the year en los Country Music Television Awards. De igual manera, en ese mismo año el disco fue nominado al premio Mercury.

## Sucesor
Luego del éxito del álbum en los premios Grammy de 2009, en ese mismo año un ejecutivo de Rounder Records anunció que el dúo junto con Burnett estaban trabajando en un futuro sucesor de Raising Sand. A pesar de que la prensa rumoreó sobre un eventual disco en vivo y un DVD, esto fue descartado por completo. No obstante, en 2010 Plant comentó que dichas sesiones «nunca encontraron su ritmo» y optó por formar la banda Band of Joy. En 2014, Plant afirmó que esa cancelación se debió a la falta de material y que a pesar de que junto con el productor Daniel Lanois había escrito entre cinco y seis canciones, estas no se prestaban para una colaboración vocal. Además, contó que Alison lo había contactado para hacer un álbum inspirado en Daft Punk, pero él lo rechazó afirmando que: «Podemos salir a cenar con Nile Rodgers [colaborador del disco de Daft Punk  Random Access Memories], pero eso es todo». Sin embargo, a mediados de 2021 medios como BBC y Uncut revelaron que el dúo estaba trabajando en un nuevo álbum colaborativo, el cual salió a la venta en noviembre de 2021 bajo el título de Raise the Roof.

## Lista de canciones
| N.º | Título                                   | Escritor(es)                                         | Duración |  |
| 1.  | «Rich Woman»                             | Dorothy LaBostrie, McKinley Millet                   | 4:04     |  |
| 2.  | «Killing the Blues»                      | Roly Jon Salley                                      | 4:16     |  |
| 3.  | «Sister Rosetta Goes Before Us»          | Sam Philips                                          | 3:26     |  |
| 4.  | «Polly Come Home»                        | Gene Clark                                           | 5:36     |  |
| 5.  | «Gone Gone Gone (Done Moved On)»         | The Everly Brothers                                  | 3:33     |  |
| 6.  | «Through the Morning, Through the Night» | Gene Clark                                           | 4:01     |  |
| 7.  | «Please Read the Letter»                 | Charlie Jones, Michael Lee, Jimmy Page, Robert Plant | 5:53     |  |
| 8.  | «Trampled Rose»                          | Kathleen Brennan, Tom Waits                          | 5:34     |  |
| 9.  | «Fortune Teller»                         | Allen Toussaint                                      | 4:30     |  |
| 10. | «Stick With Me Baby»                     | Mel Tillis                                           | 2:50     |  |
| 11. | «Nothin'»                                | Townes Van Zandt                                     | 5:33     |  |
| 12. | «Let Your Loss Be Your Lesson»           | Milton Campbell                                      | 4:02     |  |
| 13. | «Your Long Journey»                      | Doc Watson, Rosa Lee Watson                          | 3:55     |  |

## Créditos
| - Robert Plant: voz - Alison Krauss: voz y fiddle - T-Bone Burnett: guitarra acústica, guitarra eléctrica y bajo de doce cuerdas - Marc Ribot: guitarra acústica, guitarra eléctrica, dobro y banjo - Norman Blake: guitarra acústica - Greg Leisz: pedal steel guitar - Riley Baugus: banjo - Dennis Crouch: contrabajo - Mike Seeger: autoarpa - Patrick Warren: teclado electrónico, armonio y piano de juguete - Jay Bellerose: batería | - T-Bone Burnett: producción - Mike Piersante: mezcla - Gavin Lurssen: masterización - Stacy Parrish y Jason Wormer: ingeniería de sonido |

Fuente: Discogs.

## Posiciones en las listas musicales
| País           | Lista (2007-2008)                | Posición |
| -------------- | -------------------------------- | -------- |
| Alemania       | Media Control Charts             | 28       |
| Australia      | ARIA Charts                      | 45       |
| Austria        | Ö3 Austria Top 40                | 31       |
| Bélgica        | Ultratop 200 Albums (Flandes)    | 48       |
| Bélgica        | Ultratop (Región Valona)         | 59       |
| Canadá         | Billboard Canadian Albums        | 5        |
| Dinamarca      | Hitlisten                        | 22       |
| Escocia        | Scottish Albums Chart            | 2        |
| España         | Top 100 Álbumes                  | 74       |
| Estados Unidos | Billboard 200                    | 2        |
| Estados Unidos | Top Country Albums               | 2        |
| Estados Unidos | Top Rock Albums                  | 1        |
| Finlandia      | Suomen virallinen lista          | 23       |
| Francia        | French Albums Chart              | 49       |
| Irlanda        | IRMA Charts                      | 9        |
| Italia         | FIMI Albums Chart                | 41       |
| Noruega        | VG-lista                         | 1        |
| Nueva Zelanda  | Official New Zealand Music Chart | 3        |
| Países Bajos   | Dutch Album Top 100              | 26       |
| Reino Unido    | Albums Downloads Chart           | 3        |
| Reino Unido    | Albums Sales Chart               | 74       |
| Reino Unido    | UK Albums Chart                  | 2        |
| Suecia         | Sverigetopplistan                | 2        |
| Suiza          | Schweizer Hitparade              | 33       |

| País           | Lista (2007)                     | Posición |
| -------------- | -------------------------------- | -------- |
| Estados Unidos | Top Country Albums               | 42       |
| Reino Unido    | UK Albums Chart                  | 73       |
| Suecia         | Sverigetopplistan                | 19       |
| País           | Lista (2008)                     | Posición |
| Estados Unidos | Billboard 200                    | 39       |
| Estados Unidos | Top Country Albums               | 8        |
| Estados Unidos | Top Rock Albums                  | 11       |
| Nueva Zelanda  | Official New Zealand Music Chart | 40       |
| Reino Unido    | UK Albums Chart                  | 34       |
| Suecia         | Sverigetopplistan                | 19       |
| País           | Lista (2009)                     | Posición |
| Estados Unidos | Billboard 200                    | 131      |
| Estados Unidos | Top Country Albums               | 28       |
| Estados Unidos | Top Rock Albums                  | 40       |
| Reino Unido    | UK Albums Chart                  | 176      |

## Certificaciones discográficas
| País           | Organismo certificador | Certificación         | Ventas certificadas | Ref.   |
| -------------- | ---------------------- | --------------------- | ------------------- | ------ |
| Canadá         | CRIA                   | Platino               | 100 000             | [ 21 ] |
| Estados Unidos | RIAA                   | Platino               | 1 000               | [ 18 ] |
| Irlanda        | IRMA                   | Platino               | 15 000              | [ 76 ] |
| Nueva Zelanda  | RIANZ                  | Platino               | 15 000              | [ 31 ] |
| Reino Unido    | BPI                    | Doble platino         | 600 000             | [ 23 ] |
| Rusia          | NFPP                   | Oro                   | 10 000              | [ 77 ] |
| Suecia         | GLF                    | Platino               | 40 000              | [ 78 ] |
| Continente     | Organismo certificador | Certificación         | Ventas certificadas | Ref.   |
| Europa         | IFPI                   | Platinum Europe Award | 1 000               | [ 28 ] |